# Diaspis refertinatis
Diaspis refertinatis är en insektsart som beskrevs av Ferris 1941. Diaspis refertinatis ingår i släktet Diaspis och familjen pansarsköldlöss.
Artens utbredningsområde är Panama. Inga underarter finns listade i Catalogue of Life.